# 湄洲里
湄洲里，為高雄市旗山區屬下的行政區劃。根據截至2025年4月（民國114年4月）的統計，該里有21鄰，801戶，1656人。

## 歷史
日治時期保甲編制編為番薯寮街仔第二保，1920年（大正9年）旗山街成立，1925年（大正14年）編為旗山街第一保。1945年中華民國接收台灣後成立為「湄州里」，後來命名為「湄洲里」。原有的湄洲里、鼓山里及部分新山里於2006年5月合併為「湄洲里」。

## 外部連結
- 高雄市旗山區公所里政專區 （页面存档备份，存于）